# Ferdinando I di León

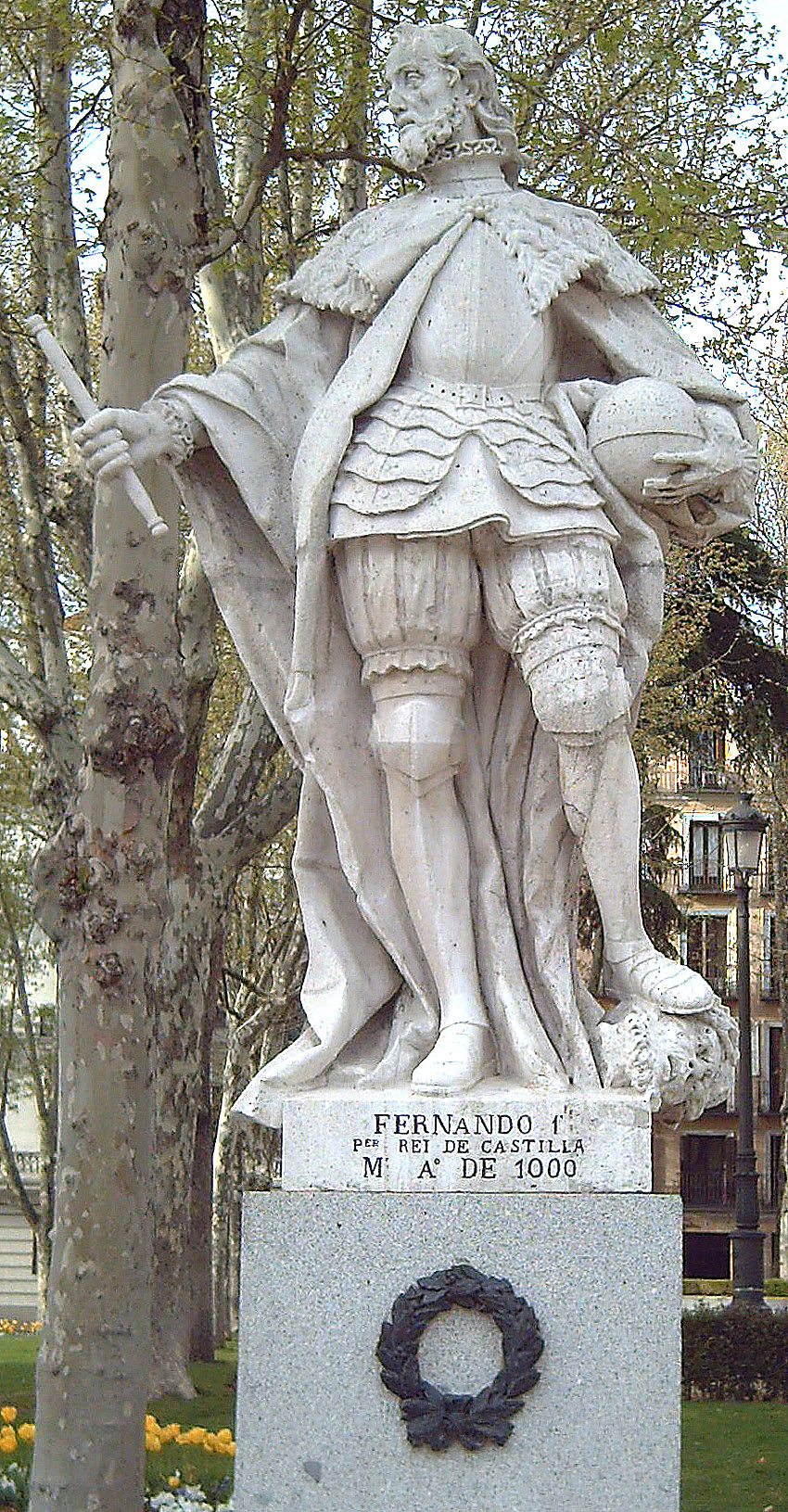
Statua di Ferdinando I nei giardini di Madrid (Luis Salvador Carmona, 1750-1753).

Ferdinando Sanchez, detto il Grande (1016 circa – León, 27 dicembre 1065), dal 1035 al 1038 fu il conte di Castiglia e, dal 1037 al 1065, re di León.

## Origine
Come ci viene confermato dal documento n° 7 della Coleccion diplomatica de la catedral de Pamplona Ferdinando era il figlio maschio ultimogenito del re di Pamplona, conte d'Aragona, conte di Sobrarbe e Ribagorza, conte di Castiglia, Sancho III Garcés il Grande e di Munia, figlia, secondo la Chronica latina regum Castellae, del conte indipendente di Castiglia, conte di Burgos, di Lantarón, di Cerezo e di Álava, Sancho Garcés e di Urraca Gomez. 

Sancho III, secondo lo storico basco Jean de Jaurgain, come riporta nel suo La Vasconie, era figlio del re di Pamplona García II Sánchez e di Jimena Fernández, figlia del conte Fernando Vermúndez (discendente del re delle Asturie Ordoño I) e della moglie Elvira; la discendenza da Fernando Vermúndez viene confermata dal documento n° V del Cartulario del Monasterio de Eslonza, Parte 1, inerente una donazione del suo pronipote, Alfonso VI.

## Biografia
Ferdinando troviamo citato, per la prima volta nel documento n° 7 della Coleccion diplomatica de la catedral de Pamplona, datato 1022, ed elencato ultimo tra i quattro figli maschi citati nel documento.

## Conte di Castiglia
Ferdinando era a mala pena adolescente quando lo zio García Sánchez, conte di Castiglia, nel 1029, fu assassinato da un gruppo di nobiluomini castigliani esiliati mentre stava entrando nella chiesa di Giovanni Battista a León, dove avrebbe dovuto sposare Sancha, figlia di Alfonso V, re di León. Munia succedette al fratello come contessa di Castiglia, che di fatto fu governata dal marito Sancho III (in pratica la incorporò nel regno di Pamplona). 

Quest’ultimo nominò il figlio minore Ferdinando governatore della Castiglia, come riporta la Historia silense.
Nel frattempo, nel 1028, era succeduto sul trono del León ad Alfonso V, Bermudo III che riprese la guerra contro la nuova contessa di Castiglia, Munia e suo marito, il re di Navarra, Sancho III, per le terre tra i fiumi, Cea e Pisuerga, tra il León e la Castiglia sorretta dalla Navarra, che durò diversi mesi con la perdita da parte del León delle terre nella regione di Palencia, sino che a fu siglata la pace, con un nuovo contratto di matrimonio tra Ferdinando, il figlio di Sancho e Munia, che continuava ad avere la reggenza della Castiglia, come riporta la Historia silense, dopo che la madre Munia aveva rinunciato, in quello stesso anno, alle sue prerogative in favore del marito Sancho, e la sorella di Bermudo già promessa al defunto Garcia di Castiglia Sancha,, che, sia secondo la Historia genealógica y heráldica de la monarquía española, Volume 1, che secondo la Historia De Los Hechos De España di Rodrigo Jimenez De Rada era figlia del re di León e Castiglia Alfonso V e di Elvira Menéndez de Melanda, figlia del Conte di Portucale, il galiziano Menendo González e di sua moglie, Tutadona Moniz de Coimbra (dona Mayor).

Le terre tra i fiumi Cea e Pisuerga entrarono a fare parte della Castiglia come dote di Sancha. 

Secondo la Historia Silense e il Chronicon regum Legionensium (Pelagio da Oviedo) il matrimonio tra Sancha e Ferdinando avvenne nel 1032, ma la pace fu di breve durata e l'anno seguente la guerra era già ripresa e dopo la conquista di Zamora, Sancho III il Grande, nel 1034, occupò Astorga e la stessa León, capitale del regno, costringendo Bermudo III a rifugiarsi in Galizia. Nel 1034 Bermudo III si rappacificò con Sancho III, sposandosi, in terze nozze, con la sorella di Ferdinando, Jimena Sanchez di Navarra, figlia di Sancho III che da quell'anno si faceva chiamare Imperator Totius Hispaniae, come riporta La web de las biografias.
Suo padre, Sancho III, secondo il Chronicon Burgense, morì nel 1035, nella Bureba, dividendo il suo "impero" tra i quattro figli maschi che gli sopravvissero:
- a Ferdinando la Castiglia e parte del León;
- a García la Navarra;
- a Gonzalo le contee di Sobrarbe e Ribagorza;
- a Ramiro, il bastardo, l'Aragona[21].

Dopo la morte del padre, avvenuta il 18 ottobre 1035, Ferdinando continuò a governare in Castiglia, ma non fu, come molti autori successivi, re di Castiglia. I documenti contemporanei sottolineano il suo status di conte e il suo rapporto di vassallaggio con il re di León.

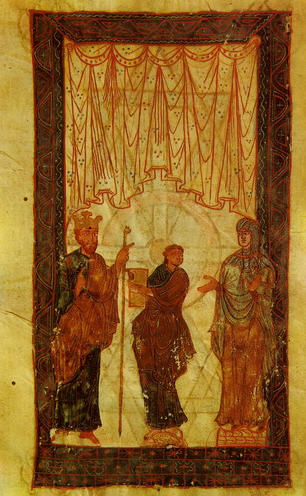
Ferdinando con la moglie Sancha, da una miniatura tratta dal Diurnal de Ferran I, manoscritto, nella Cattedrale di Santiago de Compostela

## Re di Léon
Solo dopo la morte di Sancho III, Bermudo III poté recuperare i suoi territori, ma si dovette scontrare con il cognato, il re Ferdinando I, fratello di sua moglie Jimena e marito di sua sorella Sancha I, che reclamava la successione sul León e nel 1037 Ferdinando invase il Leon; Bermudo morì in questo stesso anno, (1037), con l'aiuto del fratello maggiore, Garcia, Ferdinando invase il Leon; Bermudo III morì in questo stesso anno, (1037), nella battaglia di Tamarón, dove le truppe di Ferdinando ebbero la meglio su quelle di Bermudo, come riporta la Historia silense.

Non avendo Bermudo III lasciato eredi diretti, la corona di León passo a sua sorella Sancha I, già Regina consorte di Castiglia, la quale associò al trono di León il marito Ferdinando. Praticamente da quel momento il León fu governato congiuntamente alla Castiglia da Ferdinando, che il 22 giugno del 1038, fu incoronato re di León e Galizia ed essendo anche re di Castiglia, si faceva chiamare imperator. Ferdinando occupò tutto il regno del León (inclusa la Galizia) e al fratello Garcia, che l'aveva aiutato nella guerra concesse di annettere alla Navarra il resto dei paesi Baschi e una parte di terre castigliane (tra cui la Rioja), arrivando sino al porto di Santander.

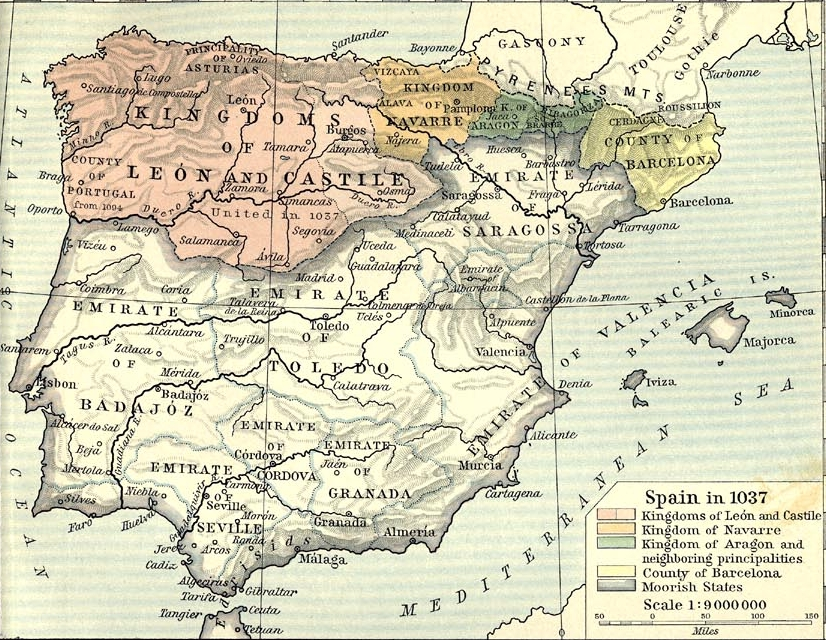
I regni di León e Castiglia dopo la riunificazione

Gli anni successivi passarono estendendo i suoi possedimenti territoriali e reclamando le terre castigliane concesse alla Navarra, mentre il fratello Garcia cominciò ad appetire i domini di Ferdinando che si era dimostrato un abile monarca dopo l'acquisizione del trono di León.
La rivalità tra i fratelli provocò una guerra e, nel 1054, Garcia invase la Castiglia, ma fu sconfitto in battaglia ad Atapuerca, morendo di fronte al fratello il 1º settembre 1054.

Pur avendo la possibilità di invadere e annettersi la Navarra (si accontentò di riannettersi la Bureba e parte della Rioja, portando il confine orientale della Castiglia al fiume Ebro) Ferdinando I rinunciò (forse pensava già a combattere i regni di Taifa di al-Andalus) e permise al figlio di Garcia, Sancho IV Garcés, di succedere al padre, come riporta il The Kingdom of León-Castilla under King Alfonso VI.
Nel 1055 diede inizio a una politica di collaborazione con la Burgundia, decretando una donazione annua di 120 once d'oro all'abbazia di Cluny, come riporta A. MacKay, nel suo Spain in the Middle Ages (non consultato).
Rivolse quindi la sua attenzione alle taifa di Al-Andalus, ed evitando Siviglia, che aveva riconosciuto come califfo il falso Hisham II e sia stava espandendo a scapito di altre taifa, nel 1057, attaccò la taifa di Badajoz, conquistando Viseu e Lamego. Poi si spinse nel territorio della taifa di Saragozza, conquistandogli alcune fortezze a sud del fiume Duero. Quindi attaccò il re di Toledo e le sue truppe si spinsero sino ad Alcalà sul fiume Henares. Infine, nel 1063, effettuò un attacco alla taifa di Siviglia, in territorio andaluso, per cui i regni di Taifa di Siviglia, Badajoz, Toledo e Saragozza, erano suoi tributari, che ne riconoscevano la supremazia militare.

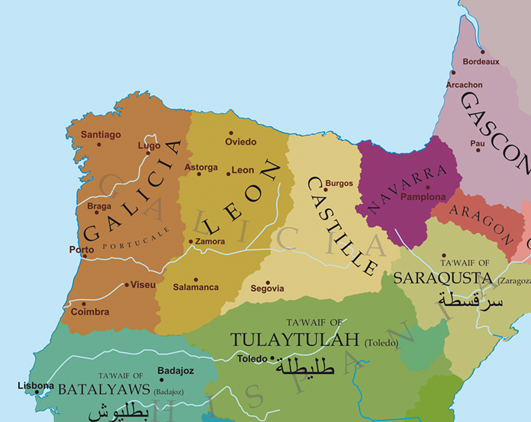
Carta politica del nordest della penisola iberica, onde si vede la distribuzione dei regni dopo la morte di Ferdinando I.

Nel 1064 occupò la città di Coimbra, a sud di Viseu, dopo sei mesi di assedio, nel nord dell'attuale Portogallo, portando il confine, con al-Andalus, sino al fiume Mondego; poi attaccò il regno di Valenza, arrivando sino quasi alle porte della città, dove fu colpito da una malattia che lo costrinse a desistere e rientrare a León.

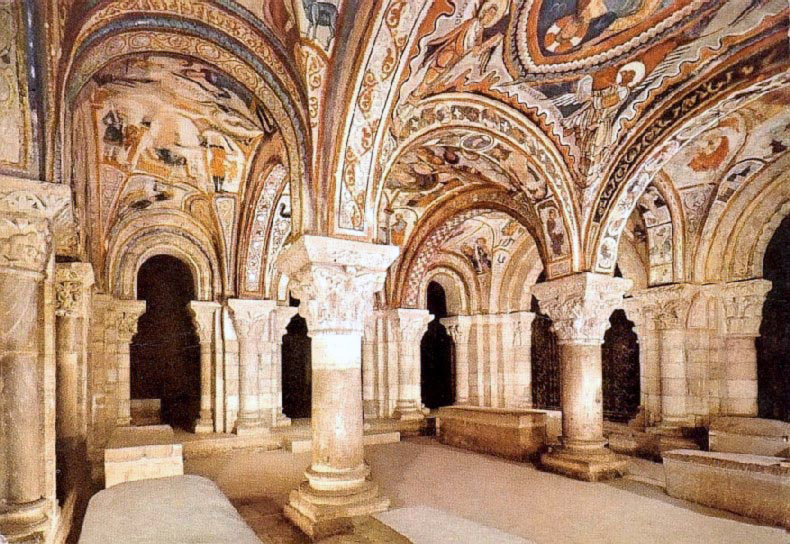
Pantheon reale (mausoleo) della collegiata di San Isidoro, a León, fondata dalla regina Sancha, dove fu inumato Ferdinando

A questo punto convocò i suoi figli e fece la spartizione del suo regno e delle zone di influenza sui regni di Taifa musulmani:
- a Sancho toccò la Castiglia, ad Alfonso il León e a Garcia la Galizia; mentre alle due figlie, Urraca ed Elvira lasciò rispettivamente la signoria delle città di Zamora e Toro, con i relativi territori[30].

Ferdinando morì nel dicembre 1065, come riportano sia gli Annales Complutenses (Anales castellanos segundos), che gli Annales Compostellani, ed il Chronicon Burgense (Obiit Fernandus Rex in die S. Eugeniæ) e che fu tumulato a León, come riporta il Chronicon Lusitano, nel Pantheon reale (mausoleo) della collegiata di San Isidoro a León. 

La moglie Sancha rinunciò al trono e, da desiderio di Ferdinando, come era stato stabilito l'anno prima, divise i regni tra i tre figli maschi:
- a Sancho andò il regno di Castiglia
- a Alfonso andò il regno di León
- a Garcia andò la regno di Galizia[30].

Ferdinando fu chiamato il Grande per le sue conquiste politiche e militari che portarono la Spagna cristiana e araba sotto il suo controllo.
Sancha, come riportano gli Annales Compostellani morì il 7 novembre 1067, e fu tumulata a León, accanto al marito.

## Discendenza
Ferdinando e Sancha ebbero cinque figli, come riporta il documento n° XCIV della appendice II delle Antiguedades de España, che li nomina:
- Urraca (circa 1033 - 1101). Signora di Zamora. Negli ultimi anni di vita si ritirò in convento.
- Sancho (1036 - Zamora, 1072). Re di Castiglia (1065-1072), e, nel 1072 anche re di León (inclusa la Galizia), per pochi mesi.
- Elvira o Tegridia (circa 1038- circa 1101), signora di Toro sino al 1072; poi si ritirò in convento.
- Alfonso (circa 1040-1109). Re di León (1065 - 1072) poi di León (inclusa la Galizia) e Castiglia (1072-1109).
- García (1042 - 1090). Re di Galizia (1066-1071) e nuovamente, nel 1072).

## Ascendenza
|                              |                  |                                   | Genitori                  |  |  | Nonni |  |  | Bisnonni                    |  |  | Trisnonni                   |  |
|                              |                  |                                   |                           |  |  |       |  |  | Sancho II Garcés di Navarra |  |  | García I Sánchez di Navarra |  |
|                              |                  |                                   |                           |  |  |       |  |  | Sancho II Garcés di Navarra |  |  | García I Sánchez di Navarra |  |
|                              |                  | Andregoto Galíndez                |                           |  |  |       |  |  | Sancho II Garcés di Navarra |  |  |                             |  |
| García II Sánchez di Navarra |                  |                                   |                           |  |  |       |  |  | Sancho II Garcés di Navarra |  |  |                             |  |
|                              |                  | Urraca di Castiglia               | Ferdinando Gonzales       |  |  |       |  |  |                             |  |  |                             |  |
|                              |                  | Urraca di Castiglia               | Ferdinando Gonzales       |  |  |       |  |  |                             |  |  |                             |  |
|                              |                  | Urraca di Castiglia               | Sancha Sánchez di Navarra |  |  |       |  |  |                             |  |  |                             |  |
| Sancho III Garcés di Navarra |                  | Urraca di Castiglia               |                           |  |  |       |  |  |                             |  |  |                             |  |
|                              |                  | Fernando Bermúdez                 | …                         |  |  |       |  |  |                             |  |  |                             |  |
|                              |                  | Fernando Bermúdez                 | …                         |  |  |       |  |  |                             |  |  |                             |  |
|                              |                  | Fernando Bermúdez                 | …                         |  |  |       |  |  |                             |  |  |                             |  |
| Jimena Fernández             |                  | Fernando Bermúdez                 |                           |  |  |       |  |  |                             |  |  |                             |  |
|                              |                  | Elvira                            | …                         |  |  |       |  |  |                             |  |  |                             |  |
|                              |                  | Elvira                            | …                         |  |  |       |  |  |                             |  |  |                             |  |
|                              |                  | Elvira                            | …                         |  |  |       |  |  |                             |  |  |                             |  |
| Ferdinando I di León         |                  | Elvira                            |                           |  |  |       |  |  |                             |  |  |                             |  |
|                              | García Fernández | Ferdinando Gonzales               |                           |  |  |       |  |  |                             |  |  |                             |  |
|                              | García Fernández | Ferdinando Gonzales               |                           |  |  |       |  |  |                             |  |  |                             |  |
|                              | García Fernández | Sancha Sánchez di Navarra         |                           |  |  |       |  |  |                             |  |  |                             |  |
| Sancho Garcés                | García Fernández |                                   |                           |  |  |       |  |  |                             |  |  |                             |  |
|                              |                  | Ava di Ribagorza                  | Raimondo II di Ribagorza  |  |  |       |  |  |                             |  |  |                             |  |
|                              |                  | Ava di Ribagorza                  | Raimondo II di Ribagorza  |  |  |       |  |  |                             |  |  |                             |  |
|                              |                  | Ava di Ribagorza                  | Garsenda di Fezensac      |  |  |       |  |  |                             |  |  |                             |  |
| Munia di Castiglia           |                  | Ava di Ribagorza                  |                           |  |  |       |  |  |                             |  |  |                             |  |
|                              |                  | Gomez Diaz                        | …                         |  |  |       |  |  |                             |  |  |                             |  |
|                              |                  | Gomez Diaz                        | …                         |  |  |       |  |  |                             |  |  |                             |  |
|                              |                  | Gomez Diaz                        | …                         |  |  |       |  |  |                             |  |  |                             |  |
| Urraca Gomez                 |                  | Gomez Diaz                        |                           |  |  |       |  |  |                             |  |  |                             |  |
|                              |                  | Muniadomna Fernandez di Castiglia | …                         |  |  |       |  |  |                             |  |  |                             |  |
|                              |                  | Muniadomna Fernandez di Castiglia | …                         |  |  |       |  |  |                             |  |  |                             |  |
|                              |                  | Muniadomna Fernandez di Castiglia | …                         |  |  |       |  |  |                             |  |  |                             |  |
|                              |                  | Muniadomna Fernandez di Castiglia |                           |  |  |       |  |  |                             |  |  |                             |  |

### Fonti primarie
- (LA)  #ES España sagrada, Volume 16.
- (LA)  España sagrada, Volume 23.
- (LA)  #ES Collecion diplomatica de la cathedral de Pamplona.
- (LA)  #ES Cartulario del Monasterio de Eslonza.
- (LA) #ES Historia silense).
- (LA)  Antiguedades de España

### Letteratura storiografica
- Rafael Altamira, Il califfato occidentale, in «Storia del mondo medievale», vol. II, 1999, pp. 477–515
- Rafael Altamira, La Spagna (1031-1248), in «Storia del mondo medievale», vol. V, 1999, pp. 865–896
- (FR)  (LA)  La Vasconie.
- (ES)  Crónica Latina de los reyes de Castilla.
- (EN)  The Kingdom of León-Castilla under King Alfonso VI
- (ES)  #ES Historia genealógica y heráldica de la monarquía española, Volume 1
- (ES)  Historia De Los Hechos De Españara
- (ES)  #ES Memorias de las reynas catholicas.
- (EN)  #ES The World of El Cid: Chronicles of the Spanish Reconquest